# 夢追い旅行
『夢追い紀行』（ゆめおいりょこう）は、東海テレビ制作・フジテレビ系列で、1984年4月2日～6月29日に放送された昼ドラマである。俳優、石田純一の出世作でもある。

## 概要
郵便局で働く独身の小夜子が結婚を考え、コンピューター見合い会社の会員になり、同じ会員の年下の男性の一郎と出会って、様々な出来事を乗り越えて行く人情味あふれる作品。

## キャスト
- 沢地小夜子：波乃久里子[1]
- 岩船一郎：石田純一[1]
- 栗山静香：左時枝[1]
- 沢地絹代：鳳八千代[1]
- 鷹取喜和子：赤座美代子[1]
- 下條正巳[1]
- 菅井きん[1]
- 岩船駿介：川津祐介[1]
- 有川博[1]
- 寺野：高木美保
- 春江ふかみ
- 小田切さやか：増田葉子
- 沢地千冬：新井今日子
- 太田黒美果:川原英子
- 室田忠男:遠山哲
- 谷口麻美:秋津万里子
- 太田淑子(声優)
- 遠藤義徳
- 小早川：大林丈史
- 岸井あや子

## スタッフ
- 脚本:田村孟[1]
- 音楽:徳武弘文（ラストショウ）
- プロデューサー:大西博彦（東海テレビ）、大貫伊佐雄・宇野博之（東宝）
- 演出:大西博彦、井村次雄、生島信
- 技術：細野克雄
- カメラ：西舘博光
- 音声：鎌田友道
- 照明：金子清二
- VTR編集：一沢武
- VE：菅野愛
- 音声：神波哲史
- 効果：有馬克己
- 美術デザイン：薩本尚武
- 美術進行：奥沢悦郎
- 大道具：東宝ビルト
- 小道具：高津映画装飾
- 衣裳：京都衣裳
- メイク・ヘアー：ユミ・ビュアクス
- かつら：田島かつら
- 造園：和泉園
- 演出補：草間宏行
- T・K：西村真美
- スタジオ：目黒スタジオ
- 技術協力：東通
- 制作：東海テレビ放送[1]、東宝

## テーマ曲
- 主題歌：小坂一也『目覚めればLADY』

作詞：伊藤アキラ、作曲・編曲：徳武弘文
- 挿入歌：小坂一也『夢追い旅行』

作詞：小坂一也、作曲：松田幸一